# Bob Roberts
Bob Roberts (br: Bob Roberts; pt: Bob Roberts - Candidato ao Poder) é um mocumentário satírico americano-britânico de 1992 escrito, dirigido e estrelado por Tim Robbins. Ele descreve a ascensão de Robert "Bob" Roberts Jr., um político de direita do Partido Republicano que é candidato a uma eleição no Senado dos Estados Unidos. Roberts é bem financiado, devido principalmente a negócios anteriores, e é bem conhecido por sua música, que apresenta idéias conservadoras com entusiasmo.
O filme é a estreia na direção de Robbins, e é baseado em uma pequena esquete do mesmo título e com o mesmo personagem que Robbins interpretou no Saturday Night Live.

## Sinopse
Bob Roberts é um candidato reacionário ao Senado dos Estados Unidos da América pela Pensilvânia. Ele é um cantor folk de bastante sucesso e seu carisma arrebata multidões de fãs. Bob recorre à mais avançada tecnologia para construir uma campanha forte, porém hipócrita, pois combate as drogas apesar de seu nome estar indiretamente envolvido em um antigo esquema de tráfico de drogas da Agência Central de Inteligência, e aplica golpes baixos contra seu rival nas urnas.

## Elenco
- Tim Robbins .... Robert "Bob" Roberts, Jr., cantor e empresário folclórico que concorre ao Senado dos EUA
- Giancarlo Esposito .... John Alijah "Bugs" Raplin, jornalista determinado a expor Roberts
- Ray Wise .... Chet MacGregor, gerente de campanha de Roberts
- Gore Vidal .... Senador Brickley Paiste, senador contra quem Roberts faz campanha
- John Cusack .... anfitrião do Cutting Edge Live
- Peter Gallagher .... Dan Riley, anfitrião do Good Morning, Philadelphia
- Alan Rickman .... Lukas Hart III, presidente da campanha de Roberts
- Susan Sarandon .... Tawna Titan, âncora local do WFAC-TV News
- James Spader .... Chuck Marlin, âncora local da estação WLNO
- Fred Ward .... Chip Daley, co-âncora do WFAC-TV News
- Brian Murray .... Terry Manchester, um produtor britânico de documentários
- Rebecca Jenkins .... Delores Perrigrew, membro da equipe de campanha de Roberts
- Harry Lennix .... Franklin Dockett, assessor de campanha de Roberts
- Robert Stanton .... Bart Macklerooney, assessor de campanha de Roberts
- Kelly Willis .... Clarissa Flan, uma cantora folk
- Tom Atkins .... Dr. Caleb Menck, médico pessoal de Roberts
- David Strathairn .... Mack Laflin, advogado de Raplin
- Pamela Reed .... Carol Cruise, co-âncora de Chuck Marlin na WLNO
- Helen Hunt .... Rose Pondell, repórter de campo da WLNO
- Lynne Thigpen .... Kelly Noble, entrevistadora do Good Morning, Philadelphia
- Kathleen Chalfant .... Constance Roberts, mãe de Bob Roberts
- Matt McGrath .... Burt, um amigo e companheiro de banda de Davis
- Jack Black .... Roger Davis, fã de música e política de Roberts (estreia no cinema)
- Anita Gillette .... Mrs. Davis, esposa do prefeito de Harrisburg, mãe de Roger
- Fisher Stevens .... Rock Bork, repórter de campo da WFAC-TV News
- Bob Balaban .... Michael Janes, produtor do Cutting Edge Live producer
- Allan F. Nicholls .... diretor do Cutting Edge Live
- Robert Hegyes .... Ernesto Galleano, um repórter
- Steve Pink .... manifestante irritado da Penn State
- Jeremy Piven .... comerciante de velas
- Shira Piven .... manifestante da Penn State
- Lee Arenberg .... fanático religioso
- Brent Hinkley .... Bif, o Patriota

## Estilo
O estilo do filme é extraído de vários documentários reais e simulados, e suas cenas são criadas para criar esse efeito, em muitos casos através do uso de câmeras portáteis. O personagem de Roberts não apenas extrai da iconografia dos anos 60 de Bob Dylan, como também contém cenas inspiradas no documentário de 1967, Dont Look Back, sobre o cantor, empregando um estilo de cinema semelhante (embora conscientemente construído). O filme também se baseia no mocumentário de 1984 de Rob Reiner, This Is Spinal Tap, que Robbins afirma ser um de seus filmes favoritos, e faz referência direta a isso durante a cena em que Roberts se perde em um auditório tentando encontrar o palco antes de sua performance. No caso do personagem de Gore Vidal, a maioria das falas não foi escrita e, em vez disso, Vidal baseou seu papel em suas próprias crenças políticas e em suas posições na vida real em muitos dos tópicos de ficção das eleições.

## Recepção
Em Rotten Tomatoes, o filme tem uma pontuação de 97% com base em 39 críticas, com uma classificação média de 7,5/10. Em Metacritic, o filme tem uma pontuação média ponderada de 70% com base em críticas de 26 críticos, indicando "críticas geralmente favoráveis". O público pesquisado pelo CinemaScore atribuiu ao filme uma nota B+ na escala de A a F.
Roger Ebert elogia o filme "Eu gosto de "Bob Roberts" - gosto de sua audácia, sua liberdade de dizer as coisas óbvias sobre como nosso processo político foi degradado - mas se tivesse sido apenas sobre táticas e técnicas de campanha, eu teria gostado mais", mas diz que a discussão sobre o jornalista investigativo não funciona. Ele dá ao filme 3 de 4 estrelas.
Embora os críticos e o público tenham respondido a este filme, conectando o personagem de Roberts a várias figuras políticas, como George H. W. Bush e o senador da Pensilvânia Rick Santorum, Robbins disse que o filme se relacionava mais ao sistema político em geral do que qualquer político específico. Grande parte dos comentários de Robbins é abordada no papel da mídia nas campanhas eleitorais. Alguns criticaram Robbins por sua abordagem em relação à sátira política, afirmando que suas referências à política da era Ronald Reagan e à rebeldia da década de 1960 são simplesmente anacrônicas no contexto da década de 1990 outros o elogiaram por enquadrar comentários políticos como uma comédia de Hollywood. Em 2018, Robbins disse que "‘Bob Roberts’ se tornou realidade", referindo-se ao presidente Donald Trump.

## Principais prêmios e indicações
Globo de Ouro (EUA)
- Recebeu uma indicação na categoria de Melhor Ator - Comédia / Musical (Tim Robbins).

Prêmio PFS (Political Film Society, EUA)
- Vencedor na categoria Democracia.

Festival Internacional de Cinema de Flandres (Bélgica).
- Recebeu o prêmio Georges Delerue.